# M8 Armored Gun System
Das M8 Armored Gun System (AGS) (engl.: M8 gepanzertes Waffensystem) ist ein leichter Panzer, der als Ersatz für den M551 Sheridan bei der 82. US-Luftlandedivision konzipiert wurde. Er sollte außerdem die mit TOW bewaffneten HMMMV M966 beim 2. US-Kavallerieregiment ersetzen.
Entwickelt wurde das System von United Defense. Die Serienproduktion wurde 1996 aufgrund von Budgetproblemen nicht aufgenommen.

## Geschichte
In den 1980er Jahren begann die United States Army einen Ersatz für den M551 Sheridan zu suchen. Das System sollte außerdem in der Lage sein, TOW-gestützte Waffensysteme zu ersetzen.
1980 wurde die 9. leichte Infanterie-Division der Army als Testeinheit für eine High Technology Light Division (HTLD) (Englisch, leichte Division mit Hochtechnologie) ausgewählt. Die Division sollte Panzerkämpfe in Wüstengebieten bestehen können, dabei sollte die Ausrüstung luftverlastbar sein. Durch Budgetprobleme kam die Army nie zu der benötigten Ausrüstung, nur einige Prototypen wurden gebaut.
1985 gewann der CCV-L der FMC Corporation den Armored-Gun-System-Vergleichstest der US Army gegen den Stingray-Panzer der Firma Cadillac-Cage, und die Armee genehmigte den Bau von sechs AGS-Prototypen. 1995 wurde das Fahrzeug bei der Army als M8 klassifiziert und der Produktionsbeginn für 1996 angepeilt; jedoch wurde 1996 aus Budgetgründen die Fertigung nie aufgenommen.
Nachdem die Army keine Bestellung vorgenommen hatte, wurde das Fahrzeug auch im Ausland angeboten. Es wurden aber keine Bestellungen vorgenommen. 2003 wurde von United Defense ein Prototyp mit einer automatisch ladenden 120-mm-Kanone vorgestellt, der bis heute ebenfalls keine Interessenten fand.

## Design
Das Fahrzeug besteht aus einer verschweißten Aluminiumlegierung. Der Fahrer sitzt vorne mittig in der Wanne, Schütze und Kommandant auf der rechten Seite des Turmes. Die Panzerung ist Modular aufgebaut und kann je nach Bedarf ausgerüstet und gewechselt werden. Alle Versionen sind in C-5 Galaxy, C-141 Starlifter und C-17 Globemaster III Flugzeugen lufttransportabel (5, 2 bzw. 3 Stück pro Flugzeug). Um die Life-Cycle-Kosten gering zu halten, wurden bewährte Systeme verwendet. So ist der Motor ein modifiziertes Aggregat des Heavy Expanded Mobility Tactical Truck; das Getriebe, die Schützen- und Kommandantenkonsolen wurden vom M2 Bradley übernommen, der Laserentfernungsmesser und Querwindsensor vom M1 Abrams, der Bordcomputer vom Challenger 2 und die Waffenstabilisierungsanlage vom K1 Typ 88. Wärmebildgeräte sind somit vorhanden.

### Schutz
Die Level-I-Panzerung ist die Grundpanzerung (Aluminiumstruktur des Fahrzeugs) die vor Splittern und Handfeuerwaffen schützt. Die Level-I-Panzerung ist so leicht, dass der Panzer noch aus Lockheed C-130 mit Hilfe von Fallschirmen abgeworfen werden kann.
Auch mit der Level-II-Panzerung kann das Fahrzeug mit der C-130 transportiert werden, aber nur normal abgesetzt werden. Die Level-II-Panzerung schützt gegen Maschinengewehre und 40-mm-Granaten. Dazu werden Titanplatten auf Wanne und Turm befestigt.
Die Level-III-Panzerung macht das System so schwer, dass es nicht mehr mit einer C-130 transportiert werden kann. Sie schützt gegen Panzerabwehrhandwaffen und 30-mm-Maschinenkanonen. Dazu wird die Level-II-Panzerung noch um eine Schottpanzerung ergänzt.
Das Fahrzeug besitzt eine Nebelmittelwurfanlage mit 16 Bechern.

### Feuerkraft

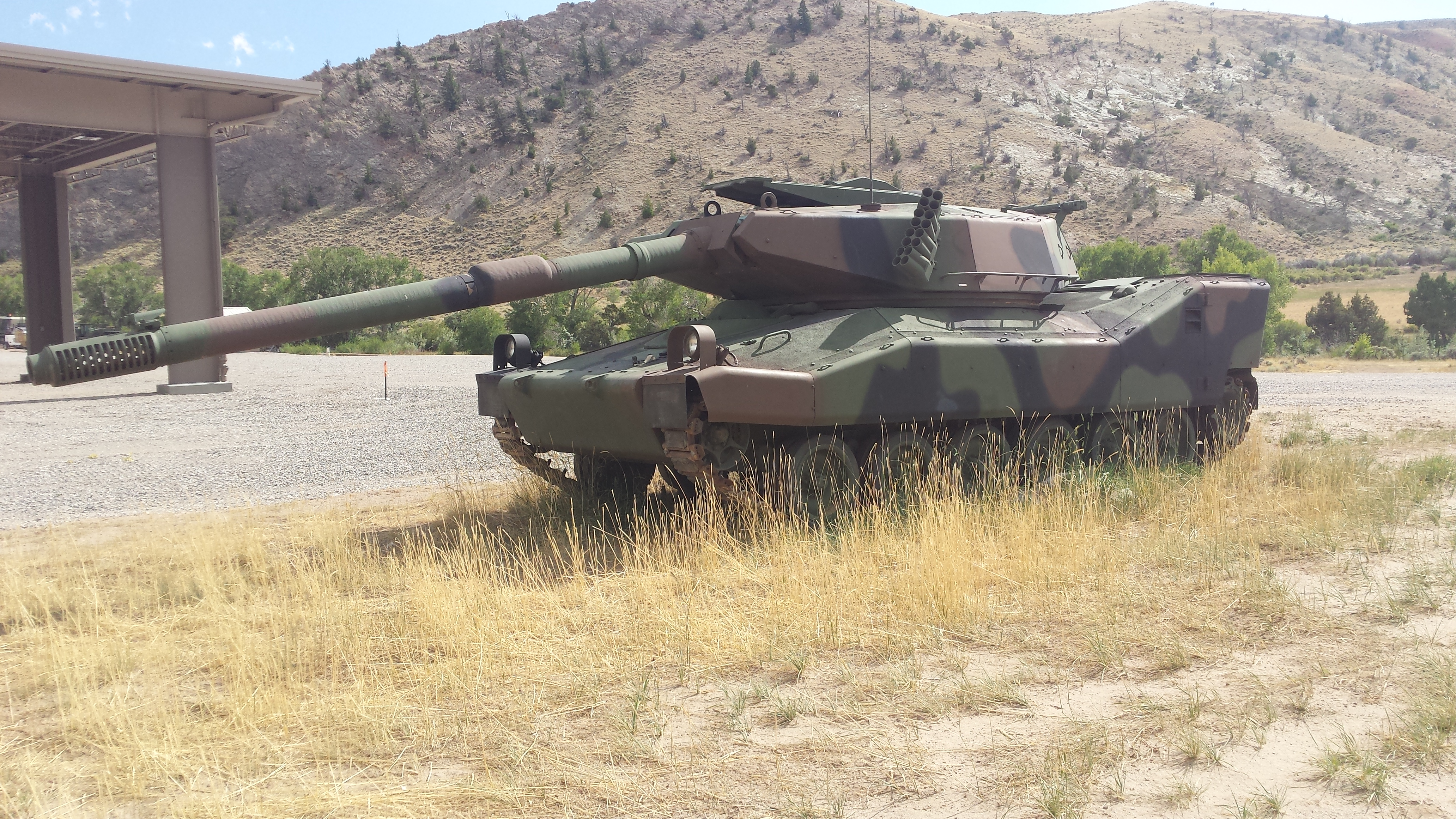
CCVL-Prototyp im National Museum of Military Vehicles

Die Hauptbewaffnung des Fahrzeuges ist eine vollstabilisierte Rheinmetall M35 105mm Kanone mit Autolader, welcher die linke Seite des Turmes beansprucht. Zudem wurden ein koaxiales M240 7,62mm MG verbaut mit 1000 Schuss Bereitschaftsmunition, weitere 3500 werden in der Wanne gelagert. Durch das automatische Ladesystem der Kanone konnte die Besatzung auf drei Personen (Panzerkommandant, Schütze, Fahrer) begrenzt werden. Die Waffe hat eine Feuergeschwindigkeit von 12 Schuss pro Minute, 21 Schuss werden im Turmheck gelagert, 9 in der Wanne. Das Turmdach hat Blow-out-Panels. Es können alle Arten von 105-mm-NATO-Munition verschossen werden. Ein hydraulisches System dreht den Turm und stabilisiert die Waffe.
Auf dem Turm können weitere vom Kommandanten extern bedienbare Waffen wie das Browning M2, ein weiteres M240, ein M249 oder ein 40-mm-Maschinengranatwerfer Mk 19 angebracht werden.

### Beweglichkeit
Der Motor besteht aus einem Detroit Diesel 6V-92TIA Dieselmotor mit 580 PS. Der Motor, Getriebe und Kühler sind auf einer Art „Schublade“ montiert und können durch die Heckklappe herausgezogen werden um gewartet oder gewechselt zu werden. Der Wechselvorgang dauert so weniger als fünf Minuten.
Die maximale Wattiefe ist auf 1,2 Meter, die Bodenfreiheit auf 410 mm und die Kletterfähigkeit auf 812 mm beschränkt.

## Varianten
Thunderbolt Armored Gun System (Block II)
Dieser Technologiedemonstrator wurde vorgestellt, um am Programm Future Combat Systems teilzunehmen. Dieses Fahrzeug wurde mit Hybridantrieb, Verbundpanzerung, FLIR Nachtsichtgerät der 2. Generation sowie der leichten 120mm Kanone XM291 ausgestattet.
Trotz der Neuerungen konnte der Demonstrator immer noch mit der C-130 transportiert werden.